# NGC 2320
NGC 2320 je galaksija u zviježđu Risu.

## Vanjske poveznice
- SEDS: NGC 2320